# Młynisko (Nowe Kramsko)
Młynisko – przysiółek wsi Nowe Kramsko w Polsce, położony w województwie lubuskim, w powiecie zielonogórskim, w gminie Babimost.
W latach 1975–1998 przysiółek administracyjnie należał do województwa zielonogórskiego.